# Abbey Clancy
Abigail Marie "Abbey" Clancy, född 10 januari 1986 i Liverpool, är en engelsk fotomodell och TV-personlighet. Hon är gift med fotbollsspelaren Peter Crouch. Hon kom tvåa i Britain's Next Top Models andra säsong och vann den elfte säsongen av dansserien Strictly Come Dancing år 2013.

## Biografi

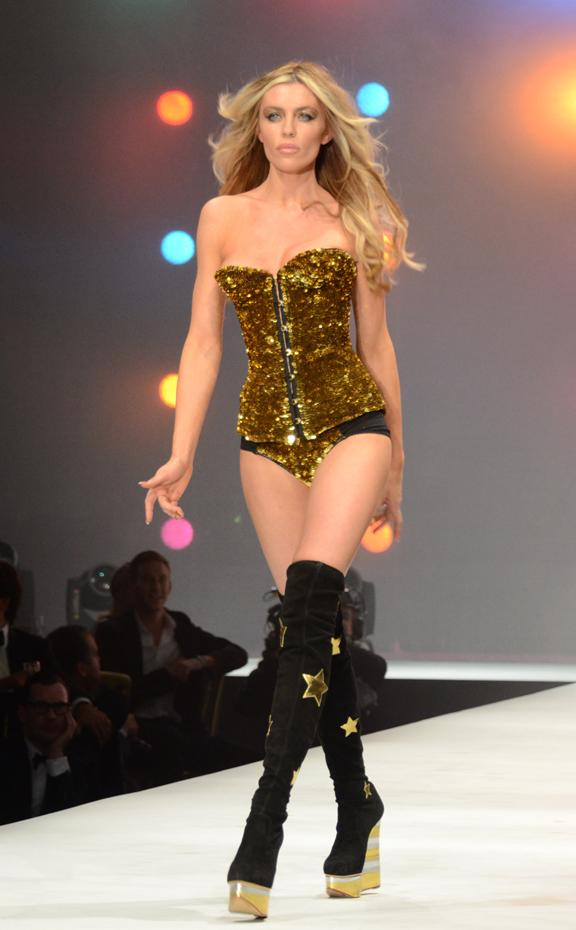
Abbey Clancy på catwalken under en modevisning 2012.

### Uppväxt och tidig karriär
Abbey Clancy föddes i Liverpool som det äldsta av fyra barn till Karen och Geoffrey Thomas Clancy. Hon startade och medverkade i tjejbandet Genie Queen år 2003, och gruppens manager var Andy McCluskey.
Under sommaren 2006 tävlade Clancy i modellsåpan Britain's Next Top Model, som sändes på Living TV och där hon slutade som tvåa i sista avsnittet mot vinnaren Lianna Fowler. Efter att ha medverkat i serien gjorde Clancy modelljobb för flera tidningar och magasin. I maj 2007 medverkade Clancy på framsidan av Arena Magazine.
Hon medverkade också som modell för Triumph Bonneville Motorbike i tidningen Daily Mail.
Clancy blev vald till att vara med i Sports Illustrated i deras "Swimsuit edition" för år 2010. I uppslaget hade hon enbart kroppsfärg, så kallad body paint, så att det såg ut som att hon hade på sig en engelsk landslagströja.
I juli 2014 medverkade Clancy på framsidan av brittiska Marie Claire, och i mars 2015 på brittiska Elles framsida.

### TV-karriär
Abbey Clancy har medverkat i dokumentärerna Dlave to Fashion och The Ultimate Bikini Guide, som båda sändes på Channel 4. Hon har medverkat som gäst i pratshowen Richard & Judy, The Chris Moyles Show, Friday Night with Jonathan Ross, GMTV och This Morning. Dessutom har hon haft en egen tv-serie, som sänts på Living TV under namnet Abbey & Janice: Beauty and the Best och där hon medverkade tillsammans med fotomodellen Janice Dickinson.
Clancy tävlade i den tredje säsongen av Hell's Kitchen, i en kändisspecial där hon var den tredje deltagaren som fick lämna serien.
Hon har också varit programledare för ITV2-serien The Fashion Show. Clancy vann den elfte säsongen av dansprogrammet Strictly Come Dancing år 2013, där hon dansade tillsammans med den professionella dansaren Aljaž Skorjanec.
År 2014 blev Abbey Clancy programledare för Britain's Next Top Model. Detta skedde nio år efter att hon själv hade medverkat i programmet.

### Familj och privatliv
Clancys bror Dean Clancy är fotbollsspelare och han spelade bland annat för laget AFC Telford United.
Abbey Clancy träffade år 2006 fotbollsspelaren Peter Crouch, paret förlovade sig i juli 2009, och de fick den 14 mars 2011 sin första dotter som har namnet Sophia Ruby. Den 30 juni 2011 gifte sig paret i Stapleford Park Hotel i Leicestershire. Parets andra dotter Liberty Rose föddes 1 juni 2015.

## Utmärkelser
Clancy har blivit rankad 37:a på magasinet FHM:s lista över de hundra sexigaste kvinnorna i världen år 2007. Hon placerade sig året efter på plats 55 på samma lista. År 2010 hamnade hon på plats 10 i samma lista. 